# 高久駅
高久駅（たかくえき）は、栃木県那須郡那須町大字高久甲字西久保にある、東日本旅客鉄道（JR東日本）東北本線の駅である。

## 歴史
黒磯駅と黒田原駅の間隔が長かったことから、1914年（大正3年）に列車交換用の高久信号場として開設された。地元では十数年にわたり駅昇格の陳情を繰り返し、1964年（昭和39年）9月1日に高久駅となった。駅昇格を祝い、駅前で理髪店を営んでいた女性が「高久駅新築落成の祝歌」を一晩で作り、翌1965年（昭和40年）10月21日の新駅舎完工記念式典で歌われたとともに、待合室に歌詞が掲示されている。

### 年表
- 1914年（大正3年）6月25日：鉄道院の高久信号場として開設[2]。
- 1964年（昭和39年）9月1日：駅に昇格し高久駅として開業[2][3]。
- 1965年（昭和40年）10月21日：新駅舎完工記念式典を開催[3]。
- 1985年（昭和60年）3月14日：無人化[4]。
- 1987年（昭和62年）4月1日：国鉄分割民営化により、東日本旅客鉄道の駅となる[2]。

## 駅構造
相対式ホーム2面2線を有する地上駅である。互いのホームは跨線橋で連絡している。下りホーム（1番線）上に駅舎と待合室があり駅西側の出入口へと続いている。上りホーム（2番線）にも簡易的な待合室があるほか、駅東側構外へ続く階段もある。
黒磯駅管理の無人駅で、乗車駅証明書発行機が設置されている。

### のりば
| 番線 | 路線      | 方向 | 行先                   |
| ---- | --------- | ---- | ---------------------- |
| 1    | ■東北本線 | 下り | 白河・郡山・福島方面   |
| 2    | ■東北本線 | 上り | 黒磯・宇都宮・上野方面 |

（出典：JR東日本:駅構内図）

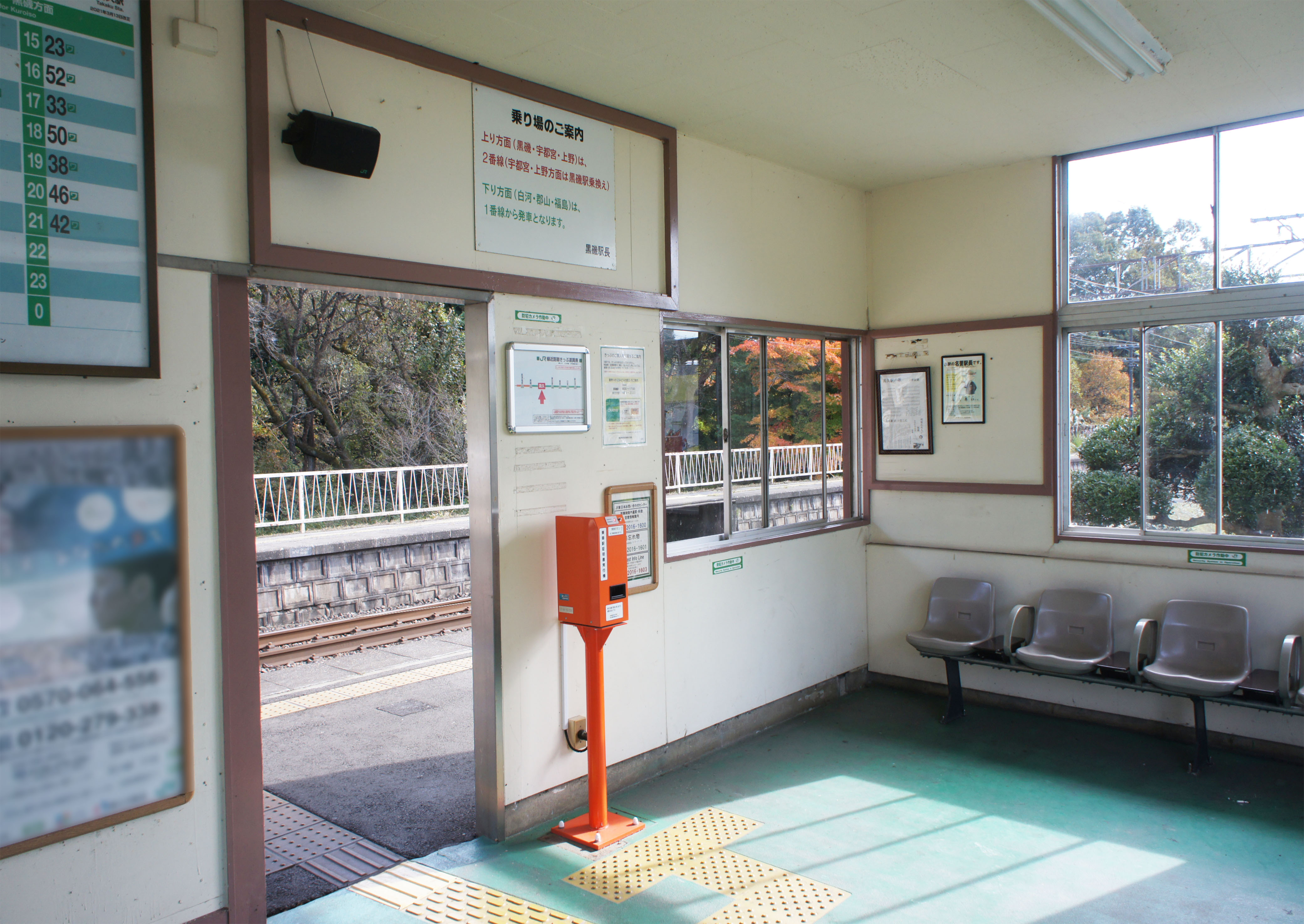
待合室（2021年10月）
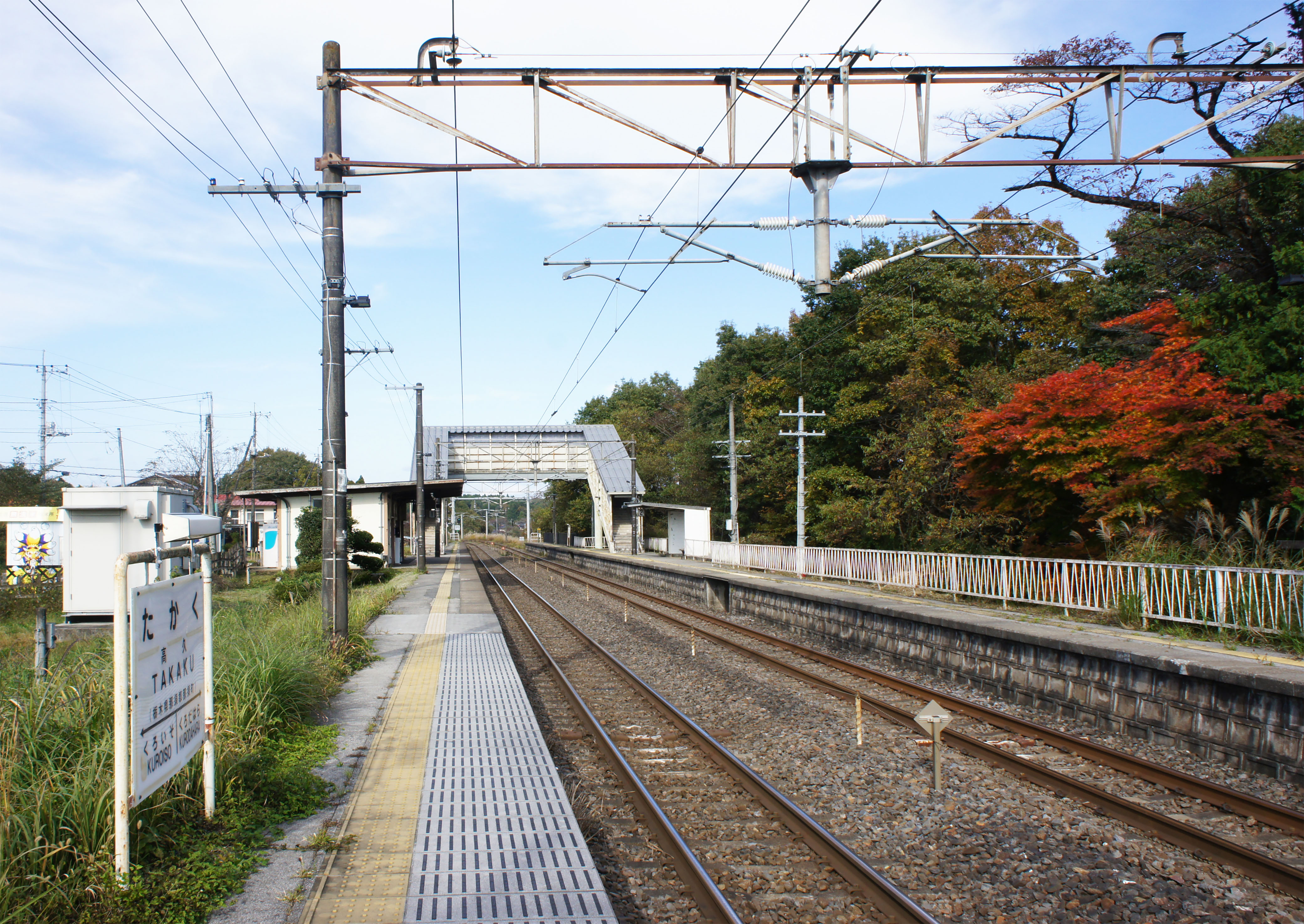
ホーム（2021年10月）

## 利用状況
栃木県統計年鑑によると、1日の平均乗車人員は以下の通りである。
| 乗車人員推移 | 乗車人員推移     |
| 年度         | 一日平均乗車人員 |
| ------------ | ---------------- |
| 2008         | 36               |
| 2009         | 38               |
| 2010         | 44               |
| 2011         | 38               |

## 駅周辺
- 栃木県道211号豊原高久線（駅前の道路）
- 那須チサンカントリークラブ

## 隣の駅
東日本旅客鉄道（JR東日本）
■東北本線
黒磯駅 - 高久駅 - 黒田原駅